# De motu corporum in gyrum
De motu corporum in gyrum (do latim: "Sobre o movimento dos corpos em uma órbita; abreviado De Motu) é o título presumido de um manuscrito de Isaac Newton enviado a Edmond Halley em novembro de 1684. O manuscrito foi motivado por uma visita de Halley no início daquele ano, quando ele havia questionado Newton sobre problemas que ocupavam as mentes de Halley e seu círculo científico em Londres, incluindo Sir Christopher Wren eRobert Hooke.
Este manuscrito deu importantes derivações matemáticas relacionadas às três relações agora conhecidas como "leis de Kepler do movimento planetário" (antes do trabalho de Newton, estas não tinham sido geralmente consideradas como leis científicas). Halley relatou a comunicação de Newton para a Royal Society em 10 de dezembro de 1684 (Old Style). Após mais incentivo de Halley, Newton passou a desenvolver e escrever seu livro Philosophiæ Naturalis Principia Mathematica (comumente conhecido como Principia) a partir de um núcleo que pode ser visto em De Motu – do qual quase todo o conteúdo também reaparece no Principia.

## Conteúdo

Diagrama ilustrando a força centrípeta

Uma das cópias sobreviventes de De Motu foi feita por ser inscrita no livro de registro da Royal Society, e seu texto (em latim) está disponível online.
Para facilitar a referência cruzada ao conteúdo do De Motu que apareceu novamente no Principia, existem fontes on-line para o Principia em tradução para o inglês, bem como em latim:
De motu corporum in gyrum é curto o suficiente para expor aqui o conteúdo de suas diferentes seções. Contém 11 proposições, rotuladas como "teoremas" e "problemas", algumas com corolários. Antes de chegar a esse tema central, Newton começa com algumas preliminares:
- 3 Definições:

1: "Força centrípeta" (Newton originou este termo, e sua primeira ocorrência está neste documento) impele ou atrai um corpo a algum ponto considerado como um centro. (Isso reaparece na Definição 5 dos Principia.)
2: A "força inerente" de um corpo é definida de uma forma que se prepara para a ideia de inércia e da primeira lei de Newton (na ausência de força externa, um corpo continua em seu estado de movimento em repouso ou em movimento uniforme ao longo de uma linha reta). (A definição 3 do Principia tem efeito semelhante.)
3: 'Resistência': a propriedade de um meio que impede regularmente o movimento.
- 4 Hipóteses:

1: Newton indica que nas primeiras 9 proposições abaixo, a resistência é assumida nula, então para as demais (2) proposições, a resistência é assumida proporcional tanto à velocidade do corpo quanto à densidade do meio.
2: Por sua força intrínseca (sozinha) todo corpo progrediria uniformemente em linha reta até o infinito, a menos que algo externo o impetra.
(A primeira lei do movimento posterior de Newton tem efeito semelhante, a Lei 1 nos Principia.)
3: Forças combinadas por uma regra de paralelogramo. Newton os trata de fato como agora tratamos os vetores. Este ponto reaparece nos Corolários 1 e 2 da terceira lei do movimento, a Lei 3 nos Principia.
4: Nos momentos iniciais de efeito de uma força centrípeta, a distância é proporcional ao quadrado do tempo. (O contexto indica que Newton estava lidando aqui com infinitesimais ou suas razões limitantes.) Isso reaparece no Livro 1, Lema 10 nos Principia.
Seguem-se mais dois pontos preliminares:
- 2 Lemas:

1: Newton expõe sucintamente produtos continuados de proporções envolvendo diferenças:
se A/(A–B) = B/(B–C) = C/(C–D) etc., então A/B = B/C = C/D etc.
2: Todos os paralelogramos que tocam uma dada elipse (a ser entendido: nos pontos finais dos diâmetros conjugados) são iguais em área.
Em seguida, segue o assunto principal de Newton, rotulado como teoremas, problemas, corolários e escolia:

### Teorema 1
O teorema 1 demonstra que onde um corpo em órbita está sujeito apenas a uma força centrípeta, segue-se que um vetor de raio, desenhado do corpo para o centro de atração, varre áreas iguais em tempos iguais (não importa como a força centrípeta varia com a distância). (Newton usa para esta derivação – como ele faz em provas posteriores neste De Motu, bem como em muitas partes do Principia posterior – um argumento limite de cálculo infinitesimal em forma geométrica, no qual a área varrida pelo vetor raio é dividida em setores-triângulo. Eles são de tamanho pequeno e decrescente, considerados tendendo a zero individualmente, enquanto seu número aumenta sem limite.) Este teorema aparece novamente, com explicação expandida, como a Proposição 1, Teorema 1, dos Principia.

### Teorema 2
O teorema 2 considera um corpo movendo-se uniformemente em uma órbita circular, e mostra que, para qualquer segmento de tempo, a força centrípeta (direcionada para o centro do círculo, tratado aqui como um centro de atração) é proporcional ao quadrado do comprimento do arco percorrido, e inversamente proporcional ao raio. (Este assunto reaparece como Proposição 4, Teorema 4 nos Principia, e os corolários aqui reaparecem também.)
O corolário 1 aponta então que a força centrípeta é proporcional a V2/R, onde V é a velocidade orbital e são o raio circular.
O corolário 2 mostra que, colocando isso de outra forma, a força centrípeta é proporcional a (1/P2) * R onde P é o período orbital.
O corolário 3 mostra que se P2 é proporcional a R, então a força centrípeta seria independente de R.
O corolário 4 mostra que se P2 é proporcional a R2, então a força centrípeta seria proporcional a 1/R.
O corolário 5 mostra que se P2 é proporcional a R3, então a força centrípeta seria proporcional a 1/(R2).
Um escólio então aponta que a relação Corolário 5 (quadrado do período orbital proporcional ao cubo de tamanho orbital) é observada para se aplicar aos planetas em suas órbitas ao redor do Sol, e aos satélites galileanos orbitando Júpiter.

### Teorema 3
O teorema 3 agora avalia a força centrípeta em uma órbita não-circular, usando outro argumento de limite geométrico, envolvendo razões de segmentos de linha muito pequenos. A demonstração se resume a avaliar a curvatura da órbita como se fosse feita de arcos infinitesimais, e a força centrípeta em qualquer ponto é avaliada a partir da velocidade e da curvatura do arco infinitesimal local. Este assunto reaparece no Principia como Proposição 6 do Livro 1.
Um corolário então aponta como é possível, dessa forma, determinar a força centrípeta para qualquer forma dada de órbita e centro.
O problema 1 explora então o caso de uma órbita circular, assumindo que o centro de atração está na circunferência do círculo. Um escólio aponta que, se o corpo em órbita atingisse tal centro, ele partiria ao longo da tangente. (Proposição 7 no Principia.)
O problema 2 explora o caso de uma elipse, onde o centro de atração está em seu centro, e descobre que a força centrípeta para produzir movimento nessa configuração seria diretamente proporcional ao vetor raio. (Este material torna-se a Proposição 10, Problema 5 no Principia.)
O problema 3 novamente explora a elipse, mas agora trata do caso em que o centro da atração está em um de seus focos. "Um corpo orbita em uma elipse: é necessária a lei da força centrípeta tendendo a um foco da elipse." Aqui Newton acha que a força centrípeta para produzir movimento nessa configuração seria inversamente proporcional ao quadrado do vetor raio. (Tradução: 'Portanto, a força centrípeta é reciprocamente como L X SP², isto é, (reciprocamente) na razão duplicada [isto é, quadrada] da distância ....') Isso se torna a Proposição 11 no Principia.
Um escólio então aponta que este Problema 3 prova que as órbitas planetárias são elipses com o Sol em um foco. (Tradução: "Os principais planetas orbitam, portanto, em elipses com foco no centro do Sol, e com seus raios (vetores) desenhados para o Sol descrevem áreas proporcionais aos tempos, em conjunto (latim: 'omnino') como Kepler supôs.') (Esta conclusão é alcançada após tomar como fato inicial a proporcionalidade observada entre o quadrado do período orbital e o cubo de tamanho orbital, considerada no corolário 5 do Teorema 1.) (Uma controvérsia sobre a cogênese da conclusão é descrita abaixo.) O assunto do Problema 3 passa a ser a Proposição 11, Problema 6, no Principia.

### Teorema 4
O teorema 4 mostra que com uma força centrípeta inversamente proporcional ao quadrado do vetor raio, o tempo de revolução de um corpo em uma órbita elíptica com um dado eixo maior é o mesmo que seria para o corpo em uma órbita circular com o mesmo diâmetro desse eixo maior. (Proposição 15 dos Principia.)
Um escólio aponta como isso permite determinar as elipses planetárias e a localização de seus focos por meio de medições indiretas.
O problema 4 então explora, para o caso de uma lei do inverso do quadrado da força centrípeta, como determinar a elipse orbital para uma dada posição inicial, velocidade e direção do corpo em órbita. Newton ressalta aqui, que se a velocidade for alta o suficiente, a órbita não é mais uma elipse, mas sim uma parábola ou hipérbole. Ele também identifica um critério geométrico para distinguir entre o caso elíptico e os outros, com base no tamanho calculado do reto latus, como uma proporção à distância do corpo em órbita na maior aproximação do centro. (Proposição 17 no Principia.)
Um escólio então comenta que um bônus dessa demonstração é que ela permite a definição das órbitas dos cometas e permite uma estimativa de seus períodos e retornos onde as órbitas são elípticas. Algumas dificuldades práticas de implementação também são discutidas.
Finalmente, na série de proposições baseadas na resistência zero de qualquer meio, o Problema 5 discute o caso de uma órbita elíptica degenerada, que equivale a uma queda em linha reta ou ejeção do centro de atração. (Proposição 32 no Principia.)
Um escólio aponta como os problemas 4 e 5 se aplicariam a projéteis na atmosfera e à queda de corpos pesados, se a resistência atmosférica pudesse ser assumida nula.
Por fim, Newton tenta estender os resultados para o caso em que há resistência atmosférica, considerando primeiro (Problema 6) os efeitos da resistência no movimento inercial em linha reta e, em seguida, (Problema 7) os efeitos combinados da resistência e de uma força centrípeta uniforme no movimento para/para longe do centro em um meio homogêneo. Ambos os problemas são abordados geometricamente usando construções hiperbólicas. Esses dois últimos "Problemas" reaparecem no Livro 2 dos Principia como Proposições 2 e 3.
Em seguida, um último escólio aponta como os problemas 6 e 7 se aplicam às componentes horizontal e vertical do movimento dos projéteis na atmosfera (neste caso, negligenciando a curvatura da Terra).

## Comentários sobre o conteúdo
Em alguns pontos de 'De Motu', Newton depende de assuntos provados sendo usados na prática como base para considerar suas conversas, como também provado. Isto tem sido visto especialmente no que diz respeito ao "Problema 3". O estilo de demonstração de Newton em todos os seus escritos foi bastante breve em alguns lugares; ele parecia supor que certos passos seriam considerados autoevidentes ou óbvios. Em 'De Motu', como na primeira edição dos Principia, Newton não declarou especificamente uma base para estender as provas ao contrário. A prova do inverso aqui depende de ser aparente que existe uma relação única, ou seja, que em qualquer configuração dada, apenas uma órbita corresponde a um conjunto dado e especificado de força/velocidade/posição inicial. Newton acrescentou uma menção desse tipo na segunda edição dos Principia, como corolário das Proposições 11–13, em resposta a críticas desse tipo feitas durante sua vida.
Uma controvérsia acadêmica significativa tem existido sobre a questão de saber se e até que ponto essas extensões para o inverso, e as declarações de singularidade associadas, são autoevidentes e óbvias ou não.

## A pergunta de Halley
Os detalhes da visita de Edmund Halley a Newton em 1684 são conhecidos por nós apenas a partir de reminiscências de trinta a quarenta anos depois. De acordo com uma dessas reminiscências, Halley perguntou a Newton, "o que ele achava que seria a Curva que seria descrita pelos Planetas supondo que a força de atração em direção ao Sol fosse recíproca ao quadrado de sua distância dele".
Outra versão da pergunta foi dada pelo próprio Newton, mas também cerca de trinta anos após o evento: ele escreveu que Halley, perguntando-lhe "se eu sabia que figura os planetas descreveram em seus orbes sobre o Sol, estava muito desejoso de ter minha Demonstração" À luz desses diferentes relatos, ambos produzidos a partir de memórias antigas, é difícil saber exatamente quais palavras Halley usou.

## Robert Hooke
Newton reconheceu em 1686 que um estímulo inicial sobre ele em 1679/80 para estender suas investigações sobre os movimentos dos corpos celestes havia surgido da correspondência com Robert Hooke em 1679/80.
Hooke havia iniciado uma troca de correspondência em novembro de 1679, escrevendo para Newton, para dizer a Newton que Hooke havia sido nomeado para gerenciar a correspondência da Royal Society. Hooke, portanto, queria ouvir os membros sobre suas pesquisas, ou suas opiniões sobre as pesquisas de outros; e como que para aguçar o interesse de Newton, ele perguntou o que Newton pensava sobre vários assuntos, e então deu uma lista inteira, mencionando "compondo os movimentos celestes dos planettas de um movimento direto pela tangente e um movimento atraente em direção ao corpo central", e "minha hipótese das leis ou causas da springinesse", e então uma nova hipótese de Paris sobre movimentos planetários (que Hooke descreveu longamente), e, em seguida, esforços para realizar ou melhorar pesquisas nacionais, a diferença de latitude entre Londres e Cambridge, e outros itens. Newton respondeu com "um pouco de mim" sobre determinar o movimento da Terra, usando um corpo em queda. Hooke discordou da ideia de Newton de como o corpo em queda se moveria, e uma curta correspondência se desenvolveu.
Mais tarde, em 1686, quando os Principia de Newton foram apresentados à Royal Society, Hooke reivindicou dessa correspondência o crédito por parte do conteúdo de Newton nos Principia, e disse que Newton devia a ele a ideia de uma lei do quadrado inverso da atração – embora, ao mesmo tempo, Hooke negasse qualquer crédito pelas curvas e trajetórias que Newton havia demonstrado com base na lei do quadrado inverso. 
Newton, que ouviu isso de Halley, rebateu a afirmação de Hooke em cartas a Halley, reconhecendo apenas uma ocasião de interesse despertado.  Newton reconheceu alguns trabalhos anteriores de outros, incluindo Ismaël Bullialdus, que sugeriu (mas sem demonstração) que havia uma força atrativa do Sol na proporção quadrada inversa à distância, e Giovanni Alfonso Borelli, que sugeriu (novamente sem demonstração) que havia uma tendência para o Sol como gravidade ou magnetismo que faria os planetas se moverem em elipses; mas que os elementos que Hooke alegou eram devidos ao próprio Newton, ou a outros predecessores de ambos, como Bullialdus e Borelli, mas não Hooke. Wren e Halley eram céticos em relação às alegações de Hooke, lembrando de uma ocasião em que Hooke alegou ter uma derivação de movimentos planetários sob uma lei do quadrado inverso, mas não conseguiu produzi-la mesmo sob o incentivo de um prêmio.
Tem havido controvérsia acadêmica sobre exatamente o que Newton realmente ganhou de Hooke, além do estímulo que Newton reconheceu.
Cerca de trinta anos após a morte de Newton, em 1727, Alexis Clairaut, um dos primeiros e eminentes sucessores de Newton no campo dos estudos gravitacionais, escreveu após revisar o trabalho de Hooke que ele mostrava "a distância que existe entre uma verdade que é vislumbrada e uma verdade que é demonstrada".